# Apanthura dimorpha
Apanthura dimorpha là một loài chân đều trong họ Anthuridae. Loài này được Kensley miêu tả khoa học năm 1982.